# Friedrich August Marschall von Bieberstein
Friedrich August Marschall von Bieberstein (Stuttgart, 30 de julho de 1768 — Carcóvia, 16 ou 28 de junho de 1826) foi um naturalista e explorador alemão.

## Biografia
Coletou ativamente espécimes no sul da Rússia, principalmente no Cáucaso e na Crimeia. Após sua morte, seu herbário tinha entre 8000 a 10000 espécimes, que foram adquiridos pela Academia de Ciências de São Petersburgo, que estão atualmente conservados no Instituto Botânico de Komarov.

## Obras
- Tableau des provinces situées sur la côte occidentale de la mer Caspienne, entre les fleuves Terek et Kour (São Petersburgo, 1798).
- Flora taurico-caucasica, exhibens stirpes phaenogamas, in Chersoneso taurica et regionibus caucasicis sponte crescentes (Charkov, três volumes, 1808-1819).
- Centuria plantarum rariorum Rossiae meridionalis, praesertim Tauriae et Caucasi, iconibus descriptionibusque illustrata (Charkov, 1810).